# Diana Damrau
Diana Damrau (ur. 31 maja 1971 w Günzburgu) – niemiecka śpiewaczka operowa (sopran koloraturowy).

## Życiorys
Kształciła się w Hochschule für Musik Würzburg pod okiem Carmen Hangau. Po ukończeniu studiów kontynuowała naukę w Salzburgu, pod okiem Hanny Ludvig. Zadebiutowała na scenie jako Barbarina w Weselu Figara w Stadttheater Würzburg. W czasie swojej aktywności scenicznej występowała na deskach wielu oper, takich jak Opera Wiedeńska, Metropolitan Opera, Covent Garden Theatre.
Najbardziej znana z roli Królowej Nocy z opery Czarodziejski flet Mozarta, która uchodzi za jedną z najtrudniejszych ról operowych.

## Życie prywatne
Diana Damrau jest zamężna z francuskim bas-barytonem Nicolasem Testé. Mają dwóch synów urodzonych w 2010 i 2012 r.

## Repertuar
- W.A. Mozart:
  - Czarodziejski flet – Królowa Nocy, Pamina
  - Uprowadzenie z seraju – Konstancja
  - Wesele Figara – Zuzanna
  - Askaniusz w Albie – Faun
  - Zaide – (partia tytułowa)
- G. Donizetti
  - Don Pasquale – Norina
  - Napój miłosny – Adina
  - Łucja z Lammermooru (partia tytułowa)
  - Córka pułku – Maria
  - Linda z Chamounix – (partia tytułowa)
- R. Strauss:
  - Ariadna na Naksos – Zerbinetta
  - Kawaler srebrnej róży – Sophie
  - Arabella – Zdenka
  - Helena Egipska – Aitra
  - Milcząca kobieta – Aminta
- G. Rossini
  - Cyrulik sewilski – Rozyna
  - Hrabia Ory – Adela
- A. Salieri – Europa riconosciuta Europa
- L. van Beethoven – Fidelio – Marcelina
- V. Bellini – Purytanie – Elwira
- C.M. von Weber – Wolny strzelec – Ania
- A. Lortzing – Car i stolarz – Maria
- G. Verdi
  - Rigoletto Gilda
  - Bal maskowy – Oscar
  - Traviata – Violetta Valery
- Johann Strauss (syn) – Zemsta nietoperza – Adele, Rosalinda
- F. Lehar – Wesoła wdówka – Walentyna
- J. Offenbach – Opowieści Hoffmanna – Olimpia
- E. Humperdinck – Jaś i Małgosia – Małgosia
- F. Loewe – My Fair Lady – Eliza
- F. Cerha – Olbrzym ze Steinfeld – Mała kobieta
- L. Maazel – 1984 – Instruktorka gimnastyki, Pijana kobieta

Wykonuje również dzieła oratoryjne i utwory J.S. Bacha, G.F. Händla, W.A. Mozarta, V. Righina, L. van Beethovena, Roberta i Clary Schumannów, G. Meyerbeera, J. Brahmsa, G. Fauré, G. Mahlera, R. Straussa, A. von Zemlinsky’ego, C. Debussy’ego, C. Orffa, S. Barbera.

## Współpraca twórcza
Współpracowała z takimi dyrygentami, jak sir Colin Davis, Christoph von Dohnanyi, James Levine, Lorin Maazel, Pierre Boulez, Nikolaus Harnoncourt, Riccardo Muti, Leonard Slatkin, Ádám Fischer, Ivor Bolton, Jesús López Cobos, Jérémie Rohrer.

## Wideografia
- Gioacchino Rossini – Hrabia Ory (Le comte Ory) – Metropolitan Opera
- Giuseppe Verdi – Rigoletto – Semperoper Drezno
- Richard Strauss – Kawaler srebrnej róży (Rosenkavalier) – Festspielhaus Baden-Baden
- Engelbert Humperdinck – Jaś i Małgosia (Hansel and Gretel) – Covent Garden Theatre
- Wolfgang Amadeus Mozart – Czarodziejski flet (The Magic Flute) – Covent Garden, Festiwal w Salzburgu
- W.A. Mozart – Askaniusz w Albie (Ascanio in Alba) – Festiwal w Salzburgu
- W.A. Mozart – Uprowadzenie z seraju (Die Entführung aus dem Serail) – Opera we Frankfurcie
- W.A. Mozart – Uprowadzenie z seraju (Die Entführung aus dem Serail) – Gran Teatre del Liceu
- W.A. Mozart – Wesele Figara (Le nozze di Figaro) – La Scala
- Lorin Maazel 1984 – Covent Garden

## Odznaczenia
- 2010 – Order Maksymiliana[1]
- 2016 – Bawarski Order Zasługi[2]